# フィド
フィド（イタリア語: Fido、1941年 - 1958年6月9日）は、イタリアの犬。Fidoはイタリア語で「信頼」を意味する語から。
1941年11月のある夜、トスカーナ州ボルゴ・サン・ロレンツォの煉瓦工房で働くカルロ・ソリアーニ(Carlo Soriani)は仕事帰りに自宅最寄りバス停からほど近い溝に落ちて身動きが取れなくなっていた野良犬を助け出し、家に連れて帰って治療を行った。カルロと妻はその野良犬をフィドと名付けて飼う事にした。
快復したフィドは働きに出るカルロをバス停まで見送り、また夕方になるとバス停まで行き、バスから降りてくるカルロを出迎えた。フィドはこれを毎日繰り返した。
1943年12月30日、ボルゴ・サン・ロレンツォは連合軍による空襲を受けた。多くの工房が破壊され、多くの死者が出た。カルロ・ソリアーニもこの時の空襲で死亡した。その日の夕方もフィドはバス停までカルロを出迎えに行ったが、カルロはバスから降りて来なかった。夜になってフィドはカルロの家に帰ったが、翌日もその翌日も、以降、フィドが死ぬまで14年間、毎日夕方になるとバス停へ出迎えに行っていた。
イタリアの雑誌『Gente』と『Grand Hotel』はフィドの存命中にこのことを誌面で採り上げ、映画会社イスティトゥート・ルーチェのニュース映画にも何度か採り上げられた。
1957年11月9日に、ボルゴ・サン・ロレンツォの市長はソリアーニ夫人を含む多くの市民の前でフィドに金メダルを授与した。また、アメリカの雑誌『タイム』も1957年4月にフィドについての記事を掲載している。同年内にボルゴ・サン・ロレンツォは彫刻家Salvatore Cipollaに依頼し、記念碑を作成、ボルゴ・サン・ロレンツォのダンテ広場（Piazza Dante）にフィドの像を設置した。この記念碑はマヨリカ焼きで作られたが何者かに破壊されたため、市は再度、Salvatore Cipollaに依頼し、銅像を設置した。こちらの銅像はダンテ広場に現存している。
1958年6月9日、フィドはカルロを待ったまま死んだ。新聞のLa Nazioneはフィドの死を紙面に乗せ、同年6月22日にはLa Domenica del Corriere紙がフィドの物語を載せ、イタリアの漫画家ウォルター・モリーノが挿絵を添えた。フィドの遺体は、ボルゴ・サン・ロレンツォの墓地、カルロの墓の近くに埋葬された。